# Belas e Corrompidas
Belas e Corrompidas é um filme brasileiro de 1977, com direção de Fauzi Mansur.

## Elenco
- Eudósia Acuña
- Carmem Angélica
- Carlos Bucka
- Maria Isabel de Lizandra
- Valéria D'Ellia
- Paulo Domingues
- Abrahão Farc
- Márcia Fraga
- Edward Freund
- Heitor Gaiotti
- Ênio Gonçalves
- Stella Maia
- Érika Maracini
- Marthus Mathias
- Roberto Miranda
- Cavagnole Neto
- Luigi Picchi
- Pipoca
- Carlos Reichenbach
- Fernando Reski